# Kontagora
Kontagora est une zone de gouvernement local et un émirat de l'État de Niger au Nigeria,.

## Source
- (en) Cet article est partiellement ou en totalité issu de l’article de Wikipédia en anglais intitulé « Kontagora » (voir la liste des auteurs).